# Республиканская премия ЛКСМУ имени Николая Островского
Республиканская премия ЛКСМУ имени Николая Островского — награда от ЦК ЛКСМУ.

## История
Премия учреждена в 1958 году Центральным комитетом Ленинского коммунистического союза молодёжи Украины (ЛКСМУ). Названа в честь советского писателя Н. А. Островского.
Присуждалась бюро ЦК ЛКСМ Украины за лучшие литературные, журналистские и публицистические, музыкальные, концертно-исполнительские произведения, достижения в области изобразительного и театрального искусства и кинематографии.
В 1959—1963 годах присуждалась ежегодно, в 1964 году не присуждалась, в 1965—1968 годах — ежегодно, с 1968 года — раз в два года. 
Присуждение премии происходило 29 октября — в день рождения Ленинского комсомола.
Размер премии составлял 1000 рублей.